# Ann Lowe
Ann Cole Lowe, née le 14 décembre 1898, morte le 25 février 1981, est une créatrice de mode afro-américaine. Surtout connue pour avoir dessiné la robe de mariée en taffetas de soie ivoire portée par Jacqueline Bouvier lors de son mariage avec John Fitzgerald Kennedy en 1953, elle est la première Afro-Américaine à devenir une créatrice de mode de renom. Les créations de Lowe sont populaires parmi les femmes de la classe supérieure new-yorkaise pendant cinq décennies, des années 1920 aux années 1960.

## Biographie

### Jeunesse
Née le 14 décembre 1898 dans la campagne de Clayton, en Alabama , de Jane et Jack Lowe, Ann Lowe est l'arrière-petite-fille d'une femme réduite en esclavage et d'un propriétaire de plantation de l'Alabama. Elle a une sœur aînée, Sallie. Ann va à l'école en Alabama. Puis elle abandonne l'école à l'âge de 14 ans et se marie avec Lee Cohen avec qui elle a un fils Arthur Lee. L'intérêt d'Ann Lowe pour la mode, la couture et la création lui vient de sa mère Janey et de sa grand-mère Georgia, qui sont toutes deux couturières. Elles tenaient une entreprise de couture souvent fréquentée par les premières familles de Montgomery et d'autres membres de la haute société. La mère d'Ann Lowe décède alors que Lowe a 16 ans. C'est à cette époque que Ann Lowe reprend l'entreprise familiale, fabriquant des vêtements pour les familles blanches de l’élite locale,. 

### Carrière à New York
En 1917, Ann Lowe part se former à New York dans une école de mode, la S.T. Taylor School of Design, où il lui est imposé de travailler dans une pièce séparée des étudiants blancs à cause de sa couleur de peau.
En 1928, elle retourne s’installer à New York pour y créer une entreprise spécialisée dans les robes de bal. Parmi ses clientes figurent les sœurs Jacqueline et Lee Bouvier ainsi que leur mère, Janet Auchincloss. Elle travaille également pour d’autres maisons de couture, comme Sonia Gowns. Cette entreprise réussit à surmonter les effets de la Grande Dépression et les pénuries d’approvisionnement de la Seconde Guerre mondiale. En 1946, elle conçoit et réalise pour le compte de Sonia Gowns, et pour l'actrice hollywoodienne Olivia de Havilland une robe pour la cérémonie des Oscars, où cette actrice est nommée comme meilleure actrice pour son rôle dans le film À chacun son destin. Mais c'est Sonia Gowns qui est créditée de cette création. 
Ann Lowe ouvre aussi une boutique au 667 Madison Avenue, aidée par son fils Arthur Lee. Dans les années 1950, elle est au sommet de sa notoriété à New York. Le couturier français Christian Dior admire son travail. Elle réalise des vêtements non seulement pour les femmes blanches et riches de la haute société, mais aussi pour des personnalités noires célèbres, comme la chanteuse et actrice Lena Horne. En 1953, elle se voit confier la confection de la robe de mariée de Jacqueline Bouvier, avec le sénateur John Fitzgerald Kennedy, un mariage qui fait la Une de plusieurs journaux. Mais là encore, cette robe ne lui est pas clairement créditée dans la presse. En 1958, son fils meurt en voiture, dans un accident,. Cette perte marque la fin de la stabilité financière de son entreprise. Devenue presque non voyante, elle prend sa retraite en 1972. Elle meurt à New York le 25 février 1981 et elle est enterrée au Ferncliff Cemetery and Mausoleum.